# Ministero della cultura (Romania)
Il Ministero della cultura (in romeno Ministerul Culturii) è un dicastero del governo rumeno.
L'attuale detentore della posizione è Bogdan Gheorghiu.
L'Istituto Nazionale Rumeno di Monumenti Storici, fa parte di questo ministero, mantiene la Lista dei monumenti storici in Romania. L'elenco, creato nel 2004-2005, contiene Monumenti storici inseriti nel Patrimonio culturale nazionale della Romania.